# Nikolai Nikolajewitsch Spinjow
Nikolai Nikolajewitsch Spinjow (russisch Николай Николаевич Спинёв; * 30. Mai 1974 in Rostow am Don) ist ein ehemaliger russischer Ruderer. Er gewann zusammen mit Sergei Fedorowzew, Igor Krawzow und Alexei Swirin 2004 die olympische Goldmedaille im Doppelvierer, die erste und bislang einzige Goldmedaille für russische Ruderer seit dem Zerfall der Sowjetunion.

## Karriere
Spinjow gewann 1993, im ersten Jahr, in dem russische Ruderer bei Ruder-Weltmeisterschaften unter russischer Fahne antraten, die Bronzemedaille im Doppelvierer beim Nations Cup, der U23-Weltmeisterschaft im Rudern. Bei seinen ersten Weltmeisterschaften in der Erwachsenenklasse, 1994 in Indianapolis, erreichte er im Doppelvierer den zehnten Platz. Bei den Olympischen Spielen 1996 in Atlanta belegte er mit dem Doppelvierer den achten Platz, genau wie ein Jahr später bei den Weltmeisterschaften 1997. Bei den Weltmeisterschaften 1999 versuchte sich Spinjow im Einer für die Olympischen Spiele 2000 zu qualifizieren, was mit dem Erreichen des D-Finales und dem zwanzigsten Platz in der Gesamtwertung misslang.
Bei den Weltmeisterschaften 2002 saß Spinjow wieder im Doppelvierer, der den fünften Platz belegte, eine Platzierung die der Vierer auch 2003 erreichte. Bei den Olympischen Spielen 2004 in Athen belegte der russische Vierer im Vorlauf den zweiten Platz hinter den Polen, im ersten Halbfinale siegten die Polen vor dem deutschen Boot, im zweiten Halbfinale siegten die Tschechen vor den Russen. Im Finale gewannen die Russen knapp vor den Tschechen, die Ukrainer erreichten den dritten Platz knapp vor den Polen. Bei den Weltmeisterschaften 2005 Traten die Russen mit der gleichen Besetzung wie beim Olympiasieg an und belegten den achten Platz. Im Jahr darauf folgte der 6. Platz. Bei seiner dritten Olympiateilnahme 2008 in Peking belegte Spinjow mit dem Doppelvierer den siebten Platz.